# Lucio Aurelio Cota (cónsul 119 a. C.)
Lucio Aurelio Cota  fue un político y militar de la República romana, cónsul del año 119 a. C. con Lucio Cecilio Metelo Dalmático.
Fue quien propuso que Cayo Mario, que entonces era tribuno de la plebe, fuera llamado a dar cuentas de una ley sobre la votación en los comicios, la cual dificultaba la presión coercitiva de la oligarquía en dichas votaciones y reducía, por lo tanto, la influencia de los optimates.
Mario se presentó, pero, en lugar de defenderse, atacó el cónsul, a quien amenazó con encarcelarlo si no retiraba su moción. Lucio Cecilio Metelo Dalmático, el otro cónsul, que había apoyado a Cota, fue encarcelado por orden de Mario y, como ninguno de los tribunos de la plebe, colegas de Mario, quisieron escuchar su apelación, el senado se vio obligado a ceder.
A partir de Apiano se podría deducir que Cota habría participado con su colega Metelo en la guerra contra los ilirios, pero también puede ser que Apiano menciona su nombre solo como el cónsul de ese año, sin querer sugerir nada más.